# Ogończyk wielki
Ogończyk wielki, koszykarz białobrewy (Synallaxis hypochondriaca) – gatunek małego ptaka z rodziny garncarzowatych (Furnariidae). Występuje w zachodniej części Ameryki Południowej – endemicznie w Peru. W Czerwonej księdze gatunków zagrożonych IUCN klasyfikowany jest jako gatunek bliski zagrożenia (NT, ang. Near Threatened).

## Systematyka
Takson ten po raz pierwszy zgodnie z zasadami nazewnictwa binominalnego opisał angielski przyrodnik Osbert Salvin w 1895 roku na łamach „Novitates Zoologicae”, na podstawie kolekcji skór ptaków dostarczonych przez Oscara Theodora Barona do kolekcji Waltera Rothschilda w Muzeum Historii Naturalnej w Tring w 1894 roku. Autor nadał ptakowi nazwę Siptornis hypochondriacus, czyli zaliczył go do rodzaju Siptornis, a jako miejsce typowe podał Malea i Cajabamba w Peru. Badania molekularne, opublikowane w 2011 roku, wykazały, że ogończyk wielki jest najbliżej spokrewniony z ogończykiem szarogłowym (Synallaxis zimmeri) i ogończykiem białogardłym (Synallaxis stictothorax). Po ukazaniu się publikacji wykazujących bliskie pokrewieństwo rodzajów Gyalophylax i Siptornopsis z rodzajem Synallaxis Robb Brumfield w lipcu 2012 roku złożył do South American Classification Committee (SACC) wniosek o połączenie wszystkich omawianych rodzajów w jeden Synallaxis; wniosek ten został zaakceptowany. W 2020 roku ukazała się praca R. Stopiglii i współpracowników, w której autorzy dokładnie przeanalizowali różnice i podobieństwa w wokalizacji oraz morfologii trzech gatunków z rodzaju Synallaxis: ogończyka białogardłego, ogończyka peruwiańskiego i ogończyka wielkiego. Wyniki potwierdzają przynależność ogończyka wielkiego do rodzaju Synallaxis. Ogończyk wielki jest gatunkiem monotypowym.

### Etymologia
- Synallaxis: gr. συναλλαξις sunallaxis, συναλλαξεως sunallaxeōs „wymiana, zamiana”[13].
- hypochondriaca: gr. ὑποχονδριακος hupokhondriakos „od brzucha” od ὑπο „pod” i ὑποχονδριον „brzuch”[14].

## Morfologia
Mały ptak o kasztanowych lub czerwonawo-brązowych tęczówkach. Dziób długi i cienki, głównie czarny, czasami przechodzący w ciemnobrązowy. Nogi i stopy niebieskoszare. Góra głowy, grzbiet i części skrzydeł matowobrązowe, skrzydła blade rdzawobrązowe z ciemniejszymi brzegami lotek. Twarz biała z czarniawym rozmytym paskiem od kantarka poprzez okolice oczu ciągnącym się do szyi. Ogon długi, ciemnobrązowy, o postrzępionych końcach, z 12 sterówkami. Gardło, podgardle, szyja białe, pierś i brzuch białe z charakterystycznymi, dosyć wyraźnymi brązowo-szarymi smugami, które są lepiej widoczne na bokach. Nie występuje dymorfizm płciowy. Młode osobniki mają różową żuchwę i mniej widoczne prążkowanie na spodzie ciała. Długość ciała 17–19 cm, masa ciała 23–26 g.
Wymiary szczegółowe:
|                       | Samica      | Samiec      |
| --------------------- | ----------- | ----------- |
| Długość skrzydła (mm) | 60,47–63,11 | 63,18–68,57 |
| Długość ogona (mm)    | 85–89       | 71–94       |
| Długość dzioba (mm)   | 15,48–17,93 | 15,46–19,66 |

## Zasięg występowania
Ogończyk wielki występuje na bardzo zawężonym obszarze w północnym Peru, na stokach doliny rzeki Marañón, w południowej części regionu Amazonas, południowo-wschodniej części regionu Cajamarca, wschodnim La Libertad i północnym Ancash. Zasięg występowania (EOO, Extent of Occurrence) według szacunków organizacji BirdLife International obejmuje około 16,5 tys. km². Występuje zazwyczaj w zakresie wysokości od 2000 do 2800 m n.p.m. (3000 m n.p.m.).

## Ekologia i zachowanie
Jego głównym habitatem są suche zarośla zdominowane przez kserofity, a w niższych partiach przez drzewa z rodzajów wełniak i olsza. Długość pokolenia jest określona na 3,34 roku. Ptak ten występuje pojedynczo, w parach lub grupach rodzinnych. Nie ma prawie informacji o diecie tego gatunku, zaobserwowano spożywanie chrząszczy. Ptak ten podejmuje pokarm z niewielkich gałęzi, przeważnie na wysokości 1–2 m nad poziomem gruntu.

### Rozmnażanie
Nie ma wielu informacji o rozmnażaniu tego gatunku. Buduje duże gniazda, zamknięte struktury z nieregularnie powtykanych patyków, podobne do gniazd gatunków z rodzaju Phacellodomus. Pomimo tego, że gniazda są dobrze widoczne i łatwe do obserwacji, nie ma formalnego opisu ich budowy. Wiadomo, że są kuliste lub eliptyczne z otworem z jednej strony gniazda, czasami w pobliżu podstawy. Góra gniazda ma nabudowaną strukturę wyglądającą na niedokończoną lub uszkodzoną. Funkcja tej części gniazda nie jest znana.

## Status
W Czerwonej księdze gatunków zagrożonych IUCN ogończyk wielki jest uznawany za gatunek bliski zagrożenia (NT, ang. Near Threatened). Wielkość populacji jest szacowana na więcej niż 6 tys., a mniej niż 15 tys. dorosłych osobników, a gatunek ten opisywany jest od rzadkiego do niepospolitego. BirdLife International ocenia trend liczebności populacji jako spadkowy ze względu na utratę i degenerację naturalnego habitatu tego gatunku.